# 磚紅溪漢魚
磚紅溪漢魚，為輻鰭魚綱銀漢魚目皮杜銀漢魚科的其中一種，分布於非洲馬達加斯加Nosivolo河流域，體長可達4.4公分，為熱帶淡水魚，棲息在表層水域，生活習性不明。